# Zalman Grinberg
Zalman Grinberg (geboren 4. September 1912 in Kaunas, Russisches Kaiserreich; gestorben 8. August 1983 in Mineola (New York)) war ein litauisch-US-amerikanischer Arzt, Überlebender des Holocaust und Vertreter der jüdischen Displaced Persons (DP) in der amerikanischen Zone in Deutschland und in Österreich.

## Leben
Zalman Grinberg studierte Medizin und spezialisierte sich auf die Radiologie. Nach dem deutschen Überfall auf die Sowjetunion wurde Grinberg 1941 im Ghetto Kaunas inhaftiert. Bei Auflösung des Ghettos wurde er mit einer Gruppe litauischer Juden in das Konzentrationslager Dachau deportiert. Er war ab 1944 Zwangsarbeiter im KZ-Außenlager Kaufering IV – Hurlach. Fünfhundert der Häftlinge wurden im April 1945 von der SS-Wachmannschaft in einen Güterzug Richtung Tirol verladen, der bei Schwabhausen wegen eines Tieffliegerangriffs gestoppt wurde. Die SS-Wachleute flohen, viele Häftlinge starben bei dem Beschuss oder wurden verletzt. Grinberg sorgte für die Einquartierung der Häftlinge und der Verletzten im nahegelegenen Kloster Sankt Ottilien und konnte dafür dem dortigen deutschen Oberstabsarzt begreiflich machen, dass es nach der bevorstehenden deutschen Kapitulation bei der Entnazifizierung für ihn sprechen würde, wenn er jetzt die Juden aufnehmen würde.
Nach Kriegsende baute Grinberg mit KZ-Überlebenden in Sankt Ottilien ein DP-Lager, ein Krankenhaus und eine Pflegestation zunächst für kranke ehemalige KZ-Häftlinge und dann für die große Zahl jüdischer Flüchtlinge aus Osteuropa auf, das Krankenhaus bestand bis November 1948. Im DP-Lager Sankt Ottilien organisierte Michael Hofmekler mit acht weiteren Überlebenden aus dem ehemaligen Kownoer Zwangsghetto-Orchester bereits am 27. Mai 1945 ein Konzert mit jiddischen und hebräischen Liedern.
Grinberg richtete Ende Mai 1945 ein dringendes Hilfeersuchen um humanitäre Hilfe an den Jüdischen Weltkongress. Grinberg organisierte den Kontakt unter den einzelnen bayerischen DP-Lagern, deren Vertreter am 1. Juli 1945 im Feldafinger DP-Lager ein Zentralkomitee zur Selbstverwaltung gründeten, dessen Sitz in München war und zu dessen Präsident Grinberg gewählt wurde. Die Organisation wurde sukzessive auf die gesamte Amerikanische Zone ausgedehnt und Grinberg wurde im Januar 1946 erster Präsident des „Zentralkomitees der befreiten Juden in der US-Zone“. Er sprach auf deren „Ersten Kongress der befreiten Juden in der US-Zone“ am 27. Januar 1946 im Münchener Rathaus: Wir betrachten unseren Aufenthalt in Deutschland als Wartezeit und wir betrachten Deutschland als den Wartesaal für die Emigration nach Palästina. Grinberg gab das Präsidentenamt im Juli 1946 an Dawid Treger weiter und wanderte nach Palästina aus, wo er Direktor des Beilinson-Krankenhauses in Petach Tikwa wurde.
Grinberg zog 1955 in die USA und wurde an der New York School of Psychiatry (New York University) zum Psychiater ausgebildet. Er arbeitete als Krankenhausarzt im Nassau County Medical Center in East Meadow.
Grinberg war mit Eva Klein verheiratet, sie bekamen drei Kinder und lebten in Seaford auf Long Island.

## Schriften (Auswahl)
- Referat von Z. Grinberg, gehalten am 27. Januar 1946 bei der Eröffnungssitzung der Konferenz der befreiten Juden in der amerikanischen Besatzungszone in München. Zentralkomitee der Befreiten Juden in Bayern. Herder-Druckerei, München 1946
- A former Dachau prisoner reports : idleness is demoralizing the displaced Jews : useful work will save them from disintegration. American ORT Federation, New York 1946 Typoscript, 6 Seiten

Filmdokument
- These are the people. Ansprachen von David Ben Gurion, Zalman Grinberg, 1946. VHS bei Hebräische Universität Jerusalem.[9]